# Raimundo Pérez Lezama
Pour les articles homonymes, voir Perez et Lezama.
Raimundo Pérez Lezama (né le 29 novembre 1922 à Barakaldo et mort le 24 juillet 2007 à Bilbao) était un joueur de football espagnol, qui jouait au poste de gardien de but.

## Biographie

### Réfugié en Angleterre
Lezama est né à Barakaldo dans la province de Biscay au Pays basque, mais part pour l'Angleterre en tant que réfugié à l'âge de 14 ans, fuyant la guerre d'Espagne. Il entre au port de Southampton à bord du Habana le 23 mai 1937. Lezama et son frère Luis font partie des 3 889 enfants basques qui ont fui la guerre civile.
À Southampton, il joue au football dans son école, Nazareth House, où il est remarqué par le Southampton FC qui le fait signer au club, d'abord dans l'équipe B, avant de faire ses débuts dans l'équipe première le 1er juin 1940, lors d'une défaite 5–0 contre Arsenal.
Lezama joue ensuite lors d'une défaite 3-1 contre Charlton Athletic à la fin de la saison du championnat de guerre. Il travaille ensuite en tant que chauffeur pour la Royal Air Force.

### Athletic Bilbao
À son retour en Espagne en 1940, Lezama rejoint l'Arenas Club de Getxo qui joue en Segunda División. En 1941, il signe pour l'Athletic de Bilbao et fait ses débuts dans La Liga le 27 septembre 1942, lors d'une victoire 5–0 contre le Real Betis. La saison 1942–43 voit l'équipe, avec un effectif composé de Telmo Zarra, José Luis Panizo et Agustín Gaínza, remporter le doublé (championnat et coupe). Lezama aide l'Athletic à remporter la coupe en 1944 et 1945, puis en 1950. 
À Bilbao, Lezama remporte également le trophée Zamora, meilleur gardien de la saison 1946–47, en plus de sa sélection en équipe d'Espagne lors d'une défaite 4-1 contre le Portugal le 26 janvier 1947. 
Il a quelques difficultés avec l'Athletic, jouant seulement 12 matchs de Liga lors de ses cinq dernières saisons. Après 197 matchs, il quitte le club en 1957.

### Après carrière
Lezama décède d'une insuffisance cardiaque à Bilbao, à l'âge de 84 ans.

## Palmarès

### Équipe
- Championnat d'Espagne : 1942–43, 1955–56
- Copa del Generalísimo : 1943, 1944, 1945, 1950, 1955, 1956

### Individuel
- Trophée Zamora : 1946–47